# Bruno De Luca
Bruno Freitas Mantuano De Luca (São Paulo, 7 de junho de 1982) é um apresentador e ator brasileiro.

## Carreira
Neto paterno do italiano Carmelo De Luca, fundador da companhia frigorífica de pescados Frescatto, estreou na TV Globo na novela Fera Ferida, em 1993, e em seguida participou das três primeiras temporadas de Malhação. Em função do sucesso, atuou também como repórter do Domingão do Faustão, em 1996. Foi repórter do programa Caldeirão do Huck, apresentado por Luciano Huck, ao lado de Mariana Felício. Participou de um programa da Mix Rio FM chamado Mix Pegação, ao lado de Lorena Fernandes e Orelinha. Desde 2009, apresenta o reality trip Vai pra Onde?, no canal Multishow. Em 2010, Bruno esteve no elenco da sétima temporada da Dança dos Famosos, quadro do Domingão do Faustão.

## Controvérsia
Em julho de 2017, foi condenado por agredir verbalmente um recepcionista de hotel em Florianópolis em 2009, que teria pedido que baixasse o volume do som no meio da madrugada. A modelo Lívia Lemos, que acompanhava o apresentador, deu um soco no funcionário. Segundo a denúncia, Bruno De Luca teria chamado o recepcionista de "favelado", "filho da puta" e "vagabundo", além de incitar o funcionário e Lívia Lemos a brigar. A primeira Câmara de Direito Civil do Tribunal de Justiça de Santa Catarina condenou Luca a pagar 15 mil reais ao funcionário.

## Filmografia

### Televisão
| Ano             | Título                               | Cargo / Personagem             | Notas                          |
| --------------- | ------------------------------------ | ------------------------------ | ------------------------------ |
| 1993            | Fera Ferida                          | Uilson Praxedes de Menezes     |                                |
| 1995–97         | Malhação                             | Fábio Gonzales Filho (Fabinho) | Temporadas 1–3                 |
| 1998–99         | Malhação                             | Fábio Gonzales Filho (Fabinho) | Temporada 5                    |
| 1996            | Domingão do Faustão                  | Repórter                       |                                |
| 2002–03         | Vídeo Show                           | Repórter                       |                                |
| 2003–06         | Caldeirão do Huck                    | Repórter                       |                                |
| 2005            | Subindo a Serra                      | Participante                   | Temporada 2                    |
| 2007–presente   | Vai pra Onde?                        | Apresentador                   |                                |
| 2008            | Casos e Acasos                       | Heitor                         | Episódio: "A Câmera Escondida" |
| 2009–13         | Vídeo Show                           | Repórter                       |                                |
| 2010            | Dança dos Famosos                    | Participante                   | Temporada 7                    |
| 2011–14 2020–23 | A Eliminação                         | Apresentador                   |                                |
| 2012            | 30 Coisas Para Se Fazer Antes dos 30 | Apresentador                   |                                |
| 2016            | Domingão do Faustão                  | Repórter                       |                                |
| 2018            | Dra. Darci                           | Walfi                          | Episódio: "Vovô Viu"           |
| 2019            | Super Chef Celebridades              | Participante                   | Temporada 8                    |
| 2022            | Cara e Coragem                       | Ele mesmo                      | Episódio: "04 de agosto"       |
| 2024            | Os Parças - A Série                  | Romeu                          |                                |

### Cinema
| Ano  | Título                   | Personagem      |
| ---- | ------------------------ | --------------- |
| 2005 | Um Lobisomem na Amazônia | Raul            |
| 2006 | O Maior Amor do Mundo    | Marco           |
| 2014 | Copa de Elite            | Ele mesmo       |
| 2017 | Os Parças                | Romeu           |
| 2019 | Minha Fama de Mau        | Carlos Imperial |
| 2019 | Os Parças 2              | Romeu           |